# 계양구 갑
계양구 갑은 대한민국의 국회의원 선거구이다. 인천광역시 계양구 일부를 관할한다. 현 지역구 국회의원은 더불어민주당의 유동수이다.

## 역사
2004년 대한민국 제17대 국회의원 선거를 앞두고 계양구 선거구가 갑, 을로 분리되면서 신설되었다. 신설 당시 효성동, 작전동, 작전서운동이 계양구 갑에, 나머지 지역은 계양구 을에 포함되었다.
제22대 국회의원 선거를 앞두고 작전서운동을 계양구 을로 넘기고 기존에 계양구 을 선거구에 있던 계산1동, 계산3동을 편입하는 선거구 개편이 있었다.

## 관할 구역
| 대수      | 관할 구역                                                   |
| --------- | ----------------------------------------------------------- |
| 17대~21대 | 계양구 효성1동, 효성2동, 작전1동, 작전2동, 작전서운동       |
| 22대~     | 계양구 효성1동, 효성2동, 계산1동, 계산3동, 작전1동, 작전2동 |

## 역대 국회의원
| 선거   | 정당 | 정당         | 의원   |
| ------ | ---- | ------------ | ------ |
| 2004년 |      | 열린우리당   | 신학용 |
| 2008년 |      | 통합민주당   | 신학용 |
| 2012년 |      | 민주통합당   | 신학용 |
| 2016년 |      | 더불어민주당 | 유동수 |
| 2020년 |      | 더불어민주당 | 유동수 |
| 2024년 |      | 더불어민주당 | 유동수 |

## 역대 선거 결과

### 대한민국 제17대 국회의원 선거
|  | 51.11% |

|  | 33.39% |

|  | 11.52% |

|  | 2.48% |

|  | 1.47% |

### 대한민국 제18대 국회의원 선거
|  | 44.57% |

|  | 43.31% |

|  | 5.49% |

|  | 5.13% |

|  | 1.49% |

### 대한민국 제19대 국회의원 선거
|  | 61.50% |

|  | 35.88% |

|  | 2.61% |

### 대한민국 제20대 국회의원 선거
|  | 43.48% |

|  | 36.68% |

|  | 19.83% |

### 대한민국 제21대 국회의원 선거
|  | 60.48% |

|  | 36.57% |

|  | 2.22% |

|  | 0.71% |

### 대한민국 제22대 국회의원 선거
|  | 58.29% |

|  | 41.70% |

## 같이 보기
- 계양구
- 인천 계양구의 국회의원
- 인천광역시의 선거구